# Živa(II) fulminate
Živa(II) fulminat, ili Hg(CNO)2, je primarna eksplozivna materija. Izuzetno je osetljiva na trenje, toplotu i udar i uglavnom se koristi kao okidač za druge eksplozive u udarnim kapislama i detonatorima. Živa(II) cijanat, iako mu je hemijska formula identična, ima drugačiji atomska raspored; cijanat i fulminat anjoni su izomeri.
Prvi put je korišćen kao paljenje u malim udarnim bakarnim kapislama počevši od 1820-ih, živin fulminat brzo je zamenio kremene kao sredstvo za paljenje punjenja crnog baruta u vatrenom oružju sa cevnim punjenjem. Kasnije, tokom kasnog 19. veka i većeg dela 20. veka, živin fulminat je široko korišćen u inicijatorima za samostalno punjenje puščanog i pištoljskog streljačkog metka; bio je jedini praktični detonator za ispaljivanje projektila do početka 20. veka. Živin fulminat ima jasnu prednost u odnosu nad kalijum hloratom jer nije korozivan, ali je poznato da slabi sa vremenom, raspadajući se na svoje sastavne elemente. Rezultirajuća redukovana živa koja nastaje formira amalgame sa mesingom patrona i tako ga slabi. Danas je živin fulminat zamenjen u inicijatorima efikasnijim hemijskim supstancama. Oni nisu korozivni, manje toksični i stabilniji tokom vremena; oni uključuju olovo azid, olovo stifnat i derivati tetrazena. Pored toga, nijedan od ovih jedinjenja ne zahteva živu za proizvodnju, čije zalihe mogu biti nepouzdane u ratu.
Živa(II) fulminate je takođe i organsko jedinjenje, koje sadrži 2 atoma ugljenika i ima molekulsku masu od 284,624 .

## Istorija
Alhemičari iz kasnog 17. veka, kao što je Johan Kunkel fon Levenstern, već su uspeli da proizvedu živin fulminat. Godine 1799. engleski hemičar Edvard Hauard je slučajno izolovao jedinjenje. Njegovo otkriće dolazi iz eksperimenata alhemičara da pronađu lek za sifilis koristeći živu koja je već pokazala isceliteljske sposobnosti. Otkriveno je da se živa može rastvoriti u azotnoj kiselini, a ako se doda etanol dobija se živin fulminat.
Ovaj postupak se pripisuje Holanđaninu Kornelijusu van Drebelu koji je tokom opsade La Rošela napravio torpeda sa udarnim upaljačem, kako je 1621. izvestio Englez Joahim Morzijus u svom članku „Tractatus de kuinta Essentia“. Njegov hemijski sastav je identifikovao Kunckel 1690. godine, a zatim su ga potvrdili Bergman (1769 ) i Šele (1777).
Ovaj spoj otkriven je od strane Bertholleta 1788., dok je kasnije proces sinteze razvijen živin fulminat od strane Edvarda Čarlsa Houarda 1799, on je slučajno izolovao jedinjenje; uključuje ponovno uzimanje rastvora živog(II) nitrata u etanolu ({\displaystyle {\ce {C2H5OH}}}) dobijenog dejstvom azotne kiseline na živu. Edvard Čarls Houard je bio prvi koji je precizno opisao njegova eksplozivna svojstva. Tačno 1800. godine, u Francuskoj, Lulijen Leroa je otvorio prvu fabriku za proizvodnju živinog fulminata, ali je umro zajedno sa svojim šurakom u eksploziji.
Godine 1821. Englez Rajt je proizveo prve kapsule sa živinim fulminatom i već 1836. godine u Francuskoj je proizvedeno 800 miliona kapsula u jednoj godini koristeći preko 15 tona žive.
Alfred Nobel je otkrio prenos detonacije sa fulminata na nitroglicerin.
Prvo testiran i korišćen kao eksplozivni sastojak, brzo je počeo da se koristi kao primarni eksploziv za municiju, u bakarnim ili mesinganim kapsulama nazvanim "prajmeri", krajem 1830-ih. Tako je brzo zamenio kremen kao sredstvo za paljenje crnog baruta koji se koristio u puščanim mecima punjenim na usta cevi.
Sedamdeset godina kasnije, krajem XIX veka i uglavnom tokom XX veka, živin fulminat je zamenio kalijum hlorat u prajmerama za municiju za puške, pištolje i čaure . Ima važnu prednost u odnosu na kalijum hlorat: nije korozivan , ali ima tendenciju da oslabi ili postane nestabilan tokom vremena.
Do Drugog svetskog rata, praktično svi prajmeri za patrone za puške, karabine i revolvere i drugih udarnih metaka (uključujući i granate) bili su zasnovani na bazi živinog fulminata.
Zbog svoje opasnosti · , i njegovu toksičnost zbog jona žive, postepeno se zamenjuje jedinjenjima koja su takođe toksična, ali manje jaka i lakša za proizvodnju u vreme rata:
- olovo azid - PbN6;
- olovo stifnat (trinitrorezorcinat) C6HN3O8Pb;
- derivati tetrazena, uključujući eksplozivni tetrazen.

Početkom 20. veka samo u Nemačkoj je proizvedeno oko 100.000 kg (220.000 lb) živinog fulminata.
Bio je ključna komponenta u detonatorskim kapislama koje su omogućile pouzdanije i kontrolisanije detoniranje dinamita i drugih eksploziva.

## Priprema
Živa(II) fulminat se priprema tako što se rastvara živa u azotnoj kiselini i dodaje etanol u rastvor. Prvi put je pripremljen od strane Edvarda Čarlsa Hauarda 1800. Kristalna struktura ovog jedinjenja utvrđena je tek 2007.
Srebrni fulminat se može pripremiti na sličan način, ali je ova so je još nestabilnija od živinog fulminata; može da eksplodira čak i pod vodom i nemoguće ga je akumulirati u velikim količinama jer detonira pod sopstvenom težinom.

## Proizvodnja
Način pripreme je već opisan u alhemijskim spisima. Priprema se vrlo jednostavno, dejstvom alkohola na rastvor živinog nitrata u azotnoj kiselini.
Termička razgradnja fulminata žive(II) može da počne na temperaturama većim od 100 °C (212 °F; 373 K), iako se odvija mnogo brže sa povećanjem temperature.
Moguća reakcija za razlaganje živinog(II) fulminata dovodi do izdvajanja gasa ugljen-dioksida, gas azota i kombinaciju relativno stabilnih soli žive.
4 Hg(CNO)2 → 2 CO2 +  N2 +  HgO + 3 Hg(OCN)CN
Hg(CNO)2 → 2 CO +  N2 +   Hg  
Hg(CNO)2 → :Hg(OCN)2 (cijanat ili / i izocijanat)
2 Hg(CNO)2 → 2 CO2 +  N2 +  Hg + Hg(CN)2 (živa(II) cijanid)

## Osobine
| Osobina                  | Vrednost |
| ------------------------ | -------- |
| Broj akceptora vodonika  | 2        |
| Broj donora vodonika     | 0        |
| Broj rotacionih veza     | 0        |
| Particioni koeficijent ( | -1,6     |
| Rastvorljivost (logS, log(mol/L))       | 1,5      |
| Polarna površina (PSA, Å2)  | 61,3     |

## Svojstva
Boja živinog fulminata varira zbog različitih proizvodnih odnosa, uključujući sivu, prljavo belu, svetlo žutu, mesečevu, čisto belu i druge boje. Čista živa pripada Mesecu. Živin fulminat je izuzetno osetljiv i silovit eksploziv, eksplodiraće pri blagom sudaru, trenju ili dodiru sa zapaljenim ili zagrejanim telima, pa se koristi kao detonator. Toksičan je, a gasovi koji se oslobađaju tokom procesa pripreme i eksplozije su toksični, pa je živin fulminat zamenjen stabilnijim detonatorima, kao što su olovo azid i olovo stifnat molekulska formula:
{\displaystyle {\ce {C6HN3O8Pb}}}
i dinitrodiazofenol (Diazodinitrofenol) (molekulska formula:
{\displaystyle {\ce {C6H2N4O5}}}
Toplota formiranja je 267,8 kJ/mol. Kristalna struktura živinog fulminata nije utvrđena sve do 2007. godine.
Ako se živin fulminat polako zagreva, on će snažno eksplodirati na 152 °C (306 °F; 425 K); ako se zagreva velikom brzinom, eksplodiraće na 200 °C (392 °F; 473 K). Živin fulminat se stavlja u metalnu cev da bi se stvorio detonator. Jednačina dekompozicije je sledeća:
{\displaystyle {\ce {Hg(CNO)2 -> Hg + 2 CO + N2}}}
Proizvedene supstance korodiraju metal, pa se prajmeri napravljeni od živinog fulminata nazivaju korozivni prajmeri.Ako se ne održavaju na vreme nakon pucanja, to će pogoršati rđu vatrenog oružja. Ovaj prajmer je nekada bio široko korišćen, ali je zamenjen zbog svojih korozivnih svojstava.

## Hemijske i Fizičke Karakteristike
- Hemijska formula: {\displaystyle {\ce {C2N2O2Hg}}}
- Molekulska masa: 284.62 g/mol
- Izgled: Beli ili sivkasti kristali ili prah
- Rastvorljivost: Slabo rastvorljiv u vodi, rastvorljiv u vrućoj azotnoj kiselini

## Korišćenje
Koristi se kao eksploziv u primarnom delu detonatora. U prošlosti je korišćena kao jedini punjač ili u mešavini sa kalijum hloratom (KClO3) i antimon sulfidom (Sb2S3); trenutno u čistom obliku kao primarna mešavina bakarnih detonatora ili u smeši sa olovnim azidom i srebrnim azidom (astrilna mešavina). U prošlosti je čak i flegmatizovani živin fulminat sa uljnim supstancama korišćen za pripremu fulminatnih kapisli.

## Prednosti i nedostaci

### Prednosti
- Ističe se visokom osetljivošću na plamen, zbog čega se dodaje smešama radi povećanja zapaljivosti.
- Osetljivost na udar pucketave žive je nešto veća u poređenju sa drugim korišćenim materijalima.
- Poželjno svojstvo je visoka osetljivost na trenje i laka zapaljivost.
- Njegova visoka hemijska stabilnost je važna, mnogo puta veća od stabilnosti organskih peroksida, acetilida , većine perhlorata i diazo jedinjenja.

### Nedostaci
- Prilikom presovanja visokim pritiskom lako se preliva, što je veoma nepoželjna osobina. Preliveni trusni živin barut u kapisli plamenom ne eksplodira, već samo izgori. Ova karakteristika je u prošlosti dovodila do kvara proizvedenih detonatora, rešavala se jedino preciznom kontrolom pritiska presovanja prilikom njihovog punjenja.
- Nedostatak je slabiji efekat detonacije. U poređenju sa drugim eksplozivima, za inicijaciju eksploziva je u proseku potrebno 5-10 veća količina, što ga čini znatno skupljim.

## Mere predostrožnosti
Živin fulminat je izuzetno osetljiva i toksična supstanca. Treba je čuvati na hladnom i suvom mestu, daleko od trenja ili udaraca. Trovanje živom moguće je prilikom ponovnog rukovanja u zatvorenom prostoru.

## Popularno i u kulturi
U filmu iz 1955. Mister Roberts, zastavnik Pulver (Džek Lemon) nabavlja fulminat žive, u nameri da kao šalu digne u vazduh svoj nepopularni kapetanski ležaj, umesto toga slučajno uništava vešeraj na brodu.
U šestoj epizodi prve sezone "Crazi Handful of Nothin "televizijske serije Breaking Bad, Volter Vajt koristi fulminat živu "sa malo hemijskog trika" da izazove eksploziju u kancelariji narko-bosa Tuco Salamanke kao taktiku zastrašivanja. Prikaz supstance i njenih efekata u seriji je upitan u smislu tačnosti; sami kristali, kao što je prikazano, bili bi preveliki da bi preživeli rukovanje bez eksplozije, a kada Volt baci kristal na zemlju, nastala eksplozija uništava kancelariju, ali ostavlja stanare nepovređenim; međutim, nije objašnjeno šta Vajt podrazumeva pod hemijskim trikom ili kako je to moglo da utiče na eksplozivna svojstva kristala.
U epizodi Manik-a iz 1972. godine, pod nazivom „Šetnja u senkama“, policija je utvrdila da je fulminirana živa eksplozivni materijal korišćen u ubistvu, dizanju broda u vazduh.

## Sigurnost i Rukovanje
- Živa(II) fulminat je veoma osetljiv na udar, trenje, toplotu i električne iskre.
- Tokom istorije, mnoge nesreće su se dogodile zbog njegove nestabilnosti.
- Rukovanje zahteva posebne mere opreza zbog toksičnosti žive i eksplozivne prirode fulminata.

## Bezbednost
Zbog svoje ekstremne osetljivosti i toksičnosti žive, živa(II) fulminat je zamenjen sigurnijim i manje toksičnim materijalima tokom 20. veka. Danas se retko koristi, a njegova upotreba je uglavnom istorijska.

## Toksikologija i Uticaj na Okolinu
- Živa je teški metal koji je toksičan za ljude i životnu sredinu.
- Korišćenje živinog(II) fulminata doprinelo je kontaminaciji okoline živom.
- Izlaganje žive(II) fulminatu može dovesti do ozbiljnih zdravstvenih problema, uključujući trovanje živom. Stoga se pri rukovanju ovom supstancom moraju primeniti stroge mere zaštite.

## Zakonska Regulativa
- Korišćenje i proizvodnja živinog(II) fulminata su strogo regulisani zbog njegove toksičnosti i potencijala za zloupotrebu u ilegalne svrhe.

## Ekološki uticaj
Kao eksploziv koji sadrži živu, živa(II) fulminat može imati negativan uticaj na okolinu, posebno kada se oslobađa u vodi ili tlu. To može dovesti do kontaminacije i akumulacije žive u lanac ishrane, što predstavlja rizik za divlje životinje i ljude.

## Literatura
- Clayden, Jonathan; Greeves, Nick; Warren, Stuart; Wothers, Peter (2001). Organic Chemistry (I изд.). Oxford University Press. ISBN 978-0-19-850346-0.
- Smith, Michael B.; March, Jerry (2007). Advanced Organic Chemistry: Reactions, Mechanisms, and Structure (6th изд.). New York: Wiley-Interscience. ISBN 0-471-72091-7.
- Katritzky A.R.; Pozharskii A.F. (2000). Handbook of Heterocyclic Chemistry (Second изд.). Academic Press. ISBN 0080429882.

- Магочейников М. А., Галаджий Ф. М., Росинский Н. Л. (1962). Мастер-взрывник. Москва.
- Орлова Н. А. Гремучая ртуть (на језику: ruski) (1 изд.). стр. 613.
- R. Knoll: Das Knallquecksilber und andere Sprengstoffe. Survival Press, Radolfz., November 2001,  3-8311-2876-6
- A. Stettbacher: Die Schieß- und Sprengstoffe. 2. Auflage, Leipzig, 1933.
- Costin D. Nenițescu, Chimie organică, ediția a VI-a, Editura Didactică și Pedagogică, București, 1966

## Spoljašnje veze
- National Pollutant Inventory - Mercury and compounds Fact Sheet
- „300 years after discovery, structure of mercury fulminate finally determined”. physorg.com. 24. 8. 2007.
- "Vojni eksplozivi" Matija Šipek / Završni rad Karlovac / Stručni studij sigurnosti i zaštite / University of Applied Sciences / Veleučilište u Karlovcu, Karlovac, 2017.
- „Inneschi moderni” (на језику: италијански). Tiropratico.com.